# Ivan Buljan
Ivan Buljan (Runovići, 11 dicembre 1949) è un allenatore di calcio ed ex calciatore jugoslavo, di ruolo difensore.

## Carriera

### Giocatore

#### Nazionale
Il suo debutto con la nazionale jugoslava risale al 26 settembre 1973 nella partita contro l'Ungheria giocatasi a Belgrado. La sua ultima partita con la nazionale, valida per la qualificazione al Mondiale di Spagna 1982, risale al 29 novembre 1981 contro la Grecia ad Atene.
Indossò la maglia della nazionale per un totale di trentasei partite andando a segno in due occasioni.

## Statistiche

### Cronologia presenze e reti in nazionale
| Cronologia completa delle presenze e delle reti in nazionale ― Jugoslavia | Cronologia completa delle presenze e delle reti in nazionale ― Jugoslavia | Cronologia completa delle presenze e delle reti in nazionale ― Jugoslavia | Cronologia completa delle presenze e delle reti in nazionale ― Jugoslavia | Cronologia completa delle presenze e delle reti in nazionale ― Jugoslavia | Cronologia completa delle presenze e delle reti in nazionale ― Jugoslavia | Cronologia completa delle presenze e delle reti in nazionale ― Jugoslavia | Cronologia completa delle presenze e delle reti in nazionale ― Jugoslavia |
| Data                                                                      | Città                                                                     | In casa                                                                   | Risultato                                                                 | Ospiti                                                                    | Competizione                                                              | Reti                                                                      | Note                                                                      |
| ------------------------------------------------------------------------- | ------------------------------------------------------------------------- | ------------------------------------------------------------------------- | ------------------------------------------------------------------------- | ------------------------------------------------------------------------- | ------------------------------------------------------------------------- | ------------------------------------------------------------------------- | ------------------------------------------------------------------------- |
| 26-9-1973                                                                 | Belgrado                                                                  | Jugoslavia                                                                | 1 – 1                                                                     | Ungheria                                                                  | Amichevole                                                                | -                                                                         |                                                                           |
| 19-12-1973                                                                | Atene                                                                     | Grecia                                                                    | 2 – 4                                                                     | Jugoslavia                                                                | Qual. Mondiali 1974                                                       | -                                                                         |                                                                           |
| 13-2-1974                                                                 | Francoforte sul Meno                                                      | Jugoslavia                                                                | 1 – 0                                                                     | Spagna                                                                    | Qual. Mondiali 1974                                                       | -                                                                         |                                                                           |
| 17-4-1974                                                                 | Zenica                                                                    | Jugoslavia                                                                | 0 – 1                                                                     | Unione Sovietica                                                          | Amichevole                                                                | -                                                                         |                                                                           |
| 29-5-1974                                                                 | Székesfehérvár                                                            | Ungheria                                                                  | 3 – 2                                                                     | Jugoslavia                                                                | Amichevole                                                                | -                                                                         |                                                                           |
| 5-6-1974                                                                  | Belgrado                                                                  | Jugoslavia                                                                | 2 – 2                                                                     | Inghilterra                                                               | Amichevole                                                                | -                                                                         |                                                                           |
| 13-6-1974                                                                 | Francoforte sul Meno                                                      | Jugoslavia                                                                | 0 – 0                                                                     | Brasile                                                                   | Mondiali 1974 - 1º turno                                                  | -                                                                         |                                                                           |
| 18-6-1974                                                                 | Gelsenkirchen                                                             | Jugoslavia                                                                | 9 – 0                                                                     | Zaire                                                                     | Mondiali 1974 - 1º turno                                                  | -                                                                         |                                                                           |
| 22-6-1974                                                                 | Francoforte sul Meno                                                      | Jugoslavia                                                                | 1 – 1                                                                     | Scozia                                                                    | Mondiali 1974 - 1º turno                                                  | -                                                                         |                                                                           |
| 26-6-1974                                                                 | Düsseldorf                                                                | Germania Ovest                                                            | 2 – 0                                                                     | Jugoslavia                                                                | Mondiali 1974 - 2º turno                                                  | -                                                                         | 36’                                                                       |
| 30-6-1974                                                                 | Francoforte sul Meno                                                      | Jugoslavia                                                                | 1 – 2                                                                     | Polonia                                                                   | Mondiali 1974 - 2º turno                                                  | -                                                                         |                                                                           |
| 3-7-1974                                                                  | Düsseldorf                                                                | Jugoslavia                                                                | 1 – 2                                                                     | Svezia                                                                    | Mondiali 1974 - 2º turno                                                  | -                                                                         |                                                                           |
| 28-9-1974                                                                 | Zagabria                                                                  | Jugoslavia                                                                | 1 – 0                                                                     | Italia                                                                    | Amichevole                                                                | -                                                                         |                                                                           |
| 30-10-1974                                                                | Belgrado                                                                  | Jugoslavia                                                                | 3 – 1                                                                     | Norvegia                                                                  | Qual. Euro 1976                                                           | -                                                                         |                                                                           |
| 16-4-1975                                                                 | Belfast                                                                   | Irlanda del Nord                                                          | 1 – 0                                                                     | Jugoslavia                                                                | Qual. Euro 1976                                                           | -                                                                         | 72’                                                                       |
| 31-5-1975                                                                 | Belgrado                                                                  | Jugoslavia                                                                | 3 – 0                                                                     | Paesi Bassi                                                               | Amichevole                                                                | -                                                                         |                                                                           |
| 4-6-1975                                                                  | Stoccolma                                                                 | Svezia                                                                    | 1 – 2                                                                     | Jugoslavia                                                                | Qual. Euro 1976                                                           | -                                                                         |                                                                           |
| 9-6-1975                                                                  | Oslo                                                                      | Norvegia                                                                  | 1 – 3                                                                     | Jugoslavia                                                                | Qual. Euro 1976                                                           | 1                                                                         |                                                                           |
| 15-10-1975                                                                | Zagabria                                                                  | Jugoslavia                                                                | 3 – 0                                                                     | Svezia                                                                    | Qual. Euro 1976                                                           | -                                                                         |                                                                           |
| 19-11-1975                                                                | Belgrado                                                                  | Jugoslavia                                                                | 1 – 0                                                                     | Irlanda del Nord                                                          | Qual. Euro 1976                                                           | -                                                                         |                                                                           |
| 18-2-1976                                                                 | Tunisi                                                                    | Tunisia                                                                   | 2 – 1                                                                     | Jugoslavia                                                                | Amichevole                                                                | -                                                                         |                                                                           |
| 24-4-1976                                                                 | Zagabria                                                                  | Jugoslavia                                                                | 2 – 0                                                                     | Galles                                                                    | Qual. Euro 1976                                                           | -                                                                         | cap.                                                                      |
| 22-5-1976                                                                 | Cardiff                                                                   | Galles                                                                    | 1 – 1                                                                     | Jugoslavia                                                                | Qual. Euro 1976                                                           | -                                                                         | cap.                                                                      |
| 17-6-1976                                                                 | Belgrado                                                                  | Jugoslavia                                                                | 2 – 4 dts                                                                 | Germania Ovest                                                            | Euro 1976 - Semifinale                                                    | -                                                                         |                                                                           |
| 19-6-1976                                                                 | Zagabria                                                                  | Jugoslavia                                                                | 2 – 3 dts                                                                 | Paesi Bassi                                                               | Euro 1976 - Finale 3º posto                                               | -                                                                         |                                                                           |
| 23-3-1977                                                                 | Belgrado                                                                  | Jugoslavia                                                                | 2 – 4                                                                     | Unione Sovietica                                                          | Amichevole                                                                | -                                                                         | 62’                                                                       |
| 30-4-1977                                                                 | Belgrado                                                                  | Jugoslavia                                                                | 1 – 2                                                                     | Germania Ovest                                                            | Amichevole                                                                | -                                                                         | 70’                                                                       |
| 8-5-1977                                                                  | Zagabria                                                                  | Jugoslavia                                                                | 0 – 2                                                                     | Romania                                                                   | Qual. Mondiali 1978                                                       | -                                                                         | 46’                                                                       |
| 27-8-1980                                                                 | Bucarest                                                                  | Romania                                                                   | 4 – 1                                                                     | Jugoslavia                                                                | Coppa dei Balcani                                                         | -                                                                         | 70’                                                                       |
| 10-9-1980                                                                 | Lussemburgo                                                               | Lussemburgo                                                               | 0 – 5                                                                     | Jugoslavia                                                                | Qual. Mondiali 1982                                                       | 1                                                                         |                                                                           |
| 27-9-1980                                                                 | Lubiana                                                                   | Jugoslavia                                                                | 2 – 1                                                                     | Danimarca                                                                 | Qual. Mondiali 1982                                                       | -                                                                         | 72’                                                                       |
| 25-3-1981                                                                 | Subotica                                                                  | Jugoslavia                                                                | 2 – 1                                                                     | Bulgaria                                                                  | Amichevole                                                                | -                                                                         |                                                                           |
| 29-4-1981                                                                 | Spalato                                                                   | Jugoslavia                                                                | 5 – 1                                                                     | Grecia                                                                    | Qual. Mondiali 1982                                                       | -                                                                         |                                                                           |
| 17-10-1981                                                                | Belgrado                                                                  | Jugoslavia                                                                | 1 – 1                                                                     | Italia                                                                    | Qual. Mondiali 1982                                                       | -                                                                         |                                                                           |
| 21-11-1981                                                                | Novi Sad                                                                  | Jugoslavia                                                                | 5 – 0                                                                     | Lussemburgo                                                               | Qual. Mondiali 1982                                                       | -                                                                         |                                                                           |
| 29-11-1981                                                                | Il Pireo                                                                  | Grecia                                                                    | 1 – 2                                                                     | Jugoslavia                                                                | Qual. Mondiali 1982                                                       | -                                                                         |                                                                           |
| Totale                                                                    |                                                                           | Presenze                                                                  | 36                                                                        |                                                                           | Reti                                                                      | 2                                                                         |                                                                           |

## Palmarès

### Giocatore

#### Club
- Campionato jugoslavo: 3

Hajduk Spalato: 1970-1971, 1973-1974, 1974-1975
- Coppa di Jugoslavia: 4

Hajduk Spalato: 1971-1972, 1973, 1974, 1975-1976
- Campionato tedesco: 1

Amburgo: 1978-1979
- Campionato NASL: 1

N.Y. Cosmos: 1982

#### Individuale
- Calciatore jugoslavo dell'anno: 1

1975